# 磁层
在天文學和行星科學中，磁層 (英語：Magnetosphere) 是一个天体周围的空間區域，其中帶電粒子受到該物體磁場的影響。它是由具有活躍內部發電機的天體創建的。
在靠近地球等具有偶極磁場的行星體的空間環境中，磁力線類似於簡單的磁偶極子。在更遠的地方，太陽（即太陽風）或附近恆星發出的導電等離子體流可能會嚴重扭曲場線。具有活躍磁層的行星，如地球，能夠減輕或阻擋太陽輻射或宇宙輻射的影響；就地球而言，這可以保護生物體免受傷害。在等離子體物理學、空间物理学和高層大氣物理學等專業科學科目下研究粒子和大氣與磁層的相互作用。
地球、木星、土星、天王星和海王星的周围均有磁層。火星仅有局部的磁场，因此不能形成一个磁層。除此之外其它拥有磁场的天体如脉冲星也有磁層。

地球磁層的示意图，太阳风从左向右吹

## 學術研究歷史及未來研究方向
1958年探险者一号人造卫星在国际地球物理年的研究范围内发现了地球的磁層。由于太阳耀斑有时导致“磁暴”，因此科学家在此前就已经知道在太空中有电流流动，但是当时没有人知道这些电流在哪里流动和其原理是什么，当时人们也不知道太阳风的存在。1958年8月和9月美国进行试验来测试关于辐射带的理论以及是否能够在战争中利用它。
1959年托马斯·戈尔德提议使用“磁層”这个名称。他写道：
“电离层以上至目前已知的地球半径十倍的地方地球的磁场对气体和高速带电粒子的运动起主要影响；这个区域应该被称为磁層。”（Journal Geophysical Results，LXIV. 1219/1）

## 地球磁層
地球磁層的形状和大小由地球磁场、太阳风离子和行星际磁场决定。在磁層里来自太阳风和地球电离层的自由等离子和电子主要受到磁力和电力的影响，而地球的万有引力以及这些电荷之间的碰撞则起一个不重要的作用。磁層并不是球状的，在面对太阳的一面其边界离地心的距离约为七万千米（随太阳风强度的变化而变化）。磁層的边界称为磁顶，在对太阳的方向它离地心约为15倍地球半径，在背着太阳的方向它离地心约为20至25倍地球半径，而磁尾长度则可以延伸到离地心200倍地球半径的距离以上，遥远看去，磁层好像彗星一样，其具体的距离不明。
地球最外层的中性气体层被称为地冕，它主要由最轻的原子如氢和氦组成，它可以延续到离地心四至五地球半径的地方，其密度逐渐降低。磁層中的高温等离子可以与这些原子碰撞获得电子，由此产生高速的逃逸原子，这个过程可以被用来测试和显示高温等离子云。地球电离层的最外部分被称为等离子层，它也可以达到离地心四至五地球半径的地方，其密度也不断降低。在此以上被称为极风的轻等离子流能够逃逸出磁層，与太阳风会合。极光所释放的能量可以强烈地加热大气层中的氧和氧气分子，本来这些粒子太重了，无法逃逸地球引力，但是在太阳活动强烈期间这些被加热的粒子可以外流到磁層内，这个过程有时甚至能够将以地球物质为主的地区（也被称为第四或等离子地层）扩展到磁顶。

## 特征
以下两个因素对地球磁層的结构和性能起决定性作用：地球磁场和太阳风。
1. 地磁场可能是由地核内通过其内热所驱动的液态金属的流动而导致的发电机原理产生的。它近似于一个相对地球的自转轴倾斜10°的磁棒。卡爾·弗里德里希·高斯是第一位认识到实际上地磁场的结构比一根磁棒的磁场的结构要复杂得多。地磁场在地球表面的强度约为0.3至0.6高斯，其强度随距离的立方而减小。也就是说在离地球表面一个地球半径的地方其强度为地球表面的。局部的不规则的减弱更加快，因此从太空中来看地磁场非常接近一个偶极磁场。
2. 太阳风是从太阳表面向外流的快速的热等离子。在太阳赤道其速度一般为400千米每秒，在太阳极地其速度可以达到这个速度的两倍之多。这个外流是由日冕的上百万度的高温导致的。太阳风的组成与太阳的总体组成类似，约95%的等离子由质子组成，4%是氦原子核、1%是其它比较重的物质（如碳、氮、氧、氖、硅、镁和铁等），此外还有相应数量的电子来保持整个太阳风的电中性。在地球轨道处其密度一般为每立方厘米六个离子（这个数据以及其速度的数据随太阳活动而不断变化），太阳风中的等离子被束缚在一个不断变化的行星际磁场，其强度在二至五纳特斯拉之间。这个行星际磁场是太阳磁场的延伸，而且不断受到磁暴和等离子流的影响。

出于物理原因太阳风的等离子与地球磁场导致的等离子不易融合，因此两个等离子体之间形成一明显的边界，即磁顶。地球的等离子体成为被流动的太阳风所包含的一个腔。出于不同的物理原理（比如磁重联）两者之间的隔绝不完全，因此太阳风可以将许多能量传递给磁層。
在面对太阳的一面，在离地心13.5地球半径左右的地方磁層与太阳风形成一个无撞击的弓形激波。这个激波导致的原因是因为太阳风的速度一般为阿尔文波的两至三倍。在激波背面等离子体的速度迅速降低到阿尔文速度（同时等离子体温度骤升，来吸收释放出来的动能）。但是由于周边太阳风的拉力等离子体的速度很快又恢复到原来的速度。

## 辐射带
1958年前半年美国的探险者一号、探险者三号和苏联的卫星三号等科学卫星被发射后科学家出乎意料地发现了地球周围强烈的、被地磁场束缚的范艾伦辐射带（内辐射带）。这个辐射带由能量在10至100MeV的质子组成，这些质子是由于宇宙線与地球大气上层撞击导致的中子衰变产生的，其中心在赤道离地球中心约1.5地球半径。
后来人们发现在离地球中心2.5至8个地球半径的地方还有一层被地磁场束缚的离子和电子。这些等离子中能量比较高的（约1MeV）被称为外辐射带，而其主要组成部分则能量比较低（在65keV左右），这些等离子组成环电流等离子。
被束缚在磁场中的离子可以非常稳定，尤其内辐射带的离子非常稳定，这里的粒子可以维持数年之久。比如1962年7月美国在这个层里爆炸了一枚氢弹，其导致的人工的高能电子带在四五年后依然存在（今天这样的试验通过条约被禁止）。
外辐射带和环电流不这么稳定，原因是其粒子与地冕中的粒子的碰撞使得它们不断丧失。这说明在这里有一個不断产生新的等离子的机理。

## 磁尾
由于太阳风将被束缚在行星磁層中的等离子吹走，因此它们形成一个磁尾。磁尾可以延伸到行星后方非常远的地方。地球的磁尾一直延伸到月球轨道以外，而木星的磁尾估计一直延伸到土星轨道以外。磁尾中的等离子不断旋转，一直达到磁尾终端，然后回流到行星。
在磁尾中也有没有物质流的中断区域，这些区域被称为波谷。这些区域的大小和位置会不断变化，有时会合并或者消失。有时磁尾甚至会反跳回来，在行星的磁層中释放大量高温和高电离的粒子。

## 太空中的电流
在太空中大多数磁场是由电流导致的。磁層里的电流实际上将地球本来的磁场扩展了许多，这些电流也决定远离地球的地方的磁场结构。在地磁场中的电荷倾向于环绕地磁场的偶极旋转。比如从上方看地球北极的话离子呈顺时针方向旋转，而电子则呈逆时针方向旋转，导致上述的环电流。
环电流加强其外部的磁场，扩展地球的磁層，同时削弱其内部的磁场。在磁暴时环电流中的等离子数目增高，使得它变强，同时地球表面的磁场会被削弱1%至2%。
磁场的变形和其中的电流的流动相互作用，相互影响，因此很难说双方哪个是起因，哪个是结果。
除了这个水平的环流外还有在极地附近从远太空进入电离层，然后又被反弹回太空的电流（伯克兰流）。这个电流的细节还不很明确，还在研究中。
由于电离层是有电阻的，因此这个电流会加热电离层，此外它会导致霍尔效应，加速磁層里的粒子，电离氧原子，使它进入环电流。

## 磁场的分类
通过分析不同电流所导致的磁场或者由不同磁场产生的电流可以将磁層分为以下五个部分：
1. 地磁场是由地核内的电流产生的，它主要类似于一个偶极。
2. 环电流场，这个场是由束缚在地球的磁偶极中的等离子导致的，这个电流一般离地心三至八地球半径（强流时比较接近地面），其电流约沿地磁赤道流动，从北极看流向为顺时针方向（在主流内有一个小的逆时针流）。
3. 磁層内束缚地球等离子和磁场的场。导致这个场的电流沿磁顶流动。这个电流是由磁顶的突然磁场变化（磁顶外太阳风的磁场，磁顶内地球磁场）导致的（安培定律）。
4. 尾流系统。在磁尾中有两束相对的磁场，北极的磁场指向地球，南极的磁场从地球指离磁尾。在这两个磁场之间是一层密集的等离子（约每立方厘米0.3至0.5个离子，在磁场内的离子密度仅每立方厘米0.01至0.02个离子）。由于在这里磁场也突然变化，因此出于同样的安培原理这里也有电流。这个电流从日出面流向日落面。这个电流在磁顶的尾部合流。
5. 伯克兰流场。这个场需要一个能量源来保持其加热电离层的损失。这个能量源可能也是由发电机原理导致的。这说明伯克兰流中至少有部分区域相对于地球运动。

## 磁暴和磁亚暴
美国国家航空航天局发射了西弥斯卫星来研究外部太阳风对磁層的影响和磁亚暴的形成原理。
假如行星际磁场的磁场方向是指向南方的话，那么磁層内的磁场方向与行星际磁场方向相反，这导致双方比较容易联系到一起，使得太阳风内的能量和物质比较容易进入磁層。其结果是磁尾扩展和变得不稳定。磁尾的结构会突然地和强烈地变化，导致所谓的磁亚暴。
这个过程的原理还在研究中。一个推测是由于磁尾扩张，它对周边的太阳风形成了一个比较大的阻力，而周边的太阳风对它的压力也增高。最后等离子层中的磁场线被中断（磁场重联），远离地球的磁尾形成一个独立的环，被太阳风吹走（等离子体团），而离地球近的部分则反弹回来，加速其中的粒子，导致伯克兰流和明亮的极光。1970年代里卫星在离地心6.6地球半径的地方观测到了这个现象。在良好的条件下这个现象可以每天多次发生。
磁亚暴不明显加强环电流。但是磁暴会显著地加强环电流。磁暴是在太阳日冕物质抛射或者耀斑发生后高速等离子体云冲击地球。假如这个时候行星际磁场的方向指向南方的话，这不但会使得磁層的边界向地球方向移动，而且会导致磁尾等离子体剧烈进入磁層。
其结果是环电流中的等离子粒子数目剧增，其中相当多的一部分是电离层中极光现象释放出的氧离子。此外环电流被逼近地球，进一步加强了其粒子能量，暂时地改变地球附近的磁场，使得极光（及其电流系统）向赤道靠近。由于许多离子在短时间内通过电荷交流消失，因此磁场骚扰在一至三日内就消失了，但是环电流中的高能会持续相当长的时间。

## 外部連結
- USGS Geomagnetism Program （页面存档备份，存于）
- Aurora borealis
- Storms from the Sun - The Emerging Science of Space Weather
- Magnetosphere: Earth's Magnetic Shield Against the Solar Wind （页面存档备份，存于）
- Physics of the Aurora （页面存档备份，存于）
- "3D Earth Magnetic Field Charged-Particle Simulator （页面存档备份，存于）" Tool dedicated to the 3d simulation of charged particles in the magnetosphere.. [VRML Plug-in Required]
- "Exploration of the Earth's Magnetosphere （页面存档备份，存于）", Educational web site by David P. Stern and Mauricio Peredo